# Ксилофагия

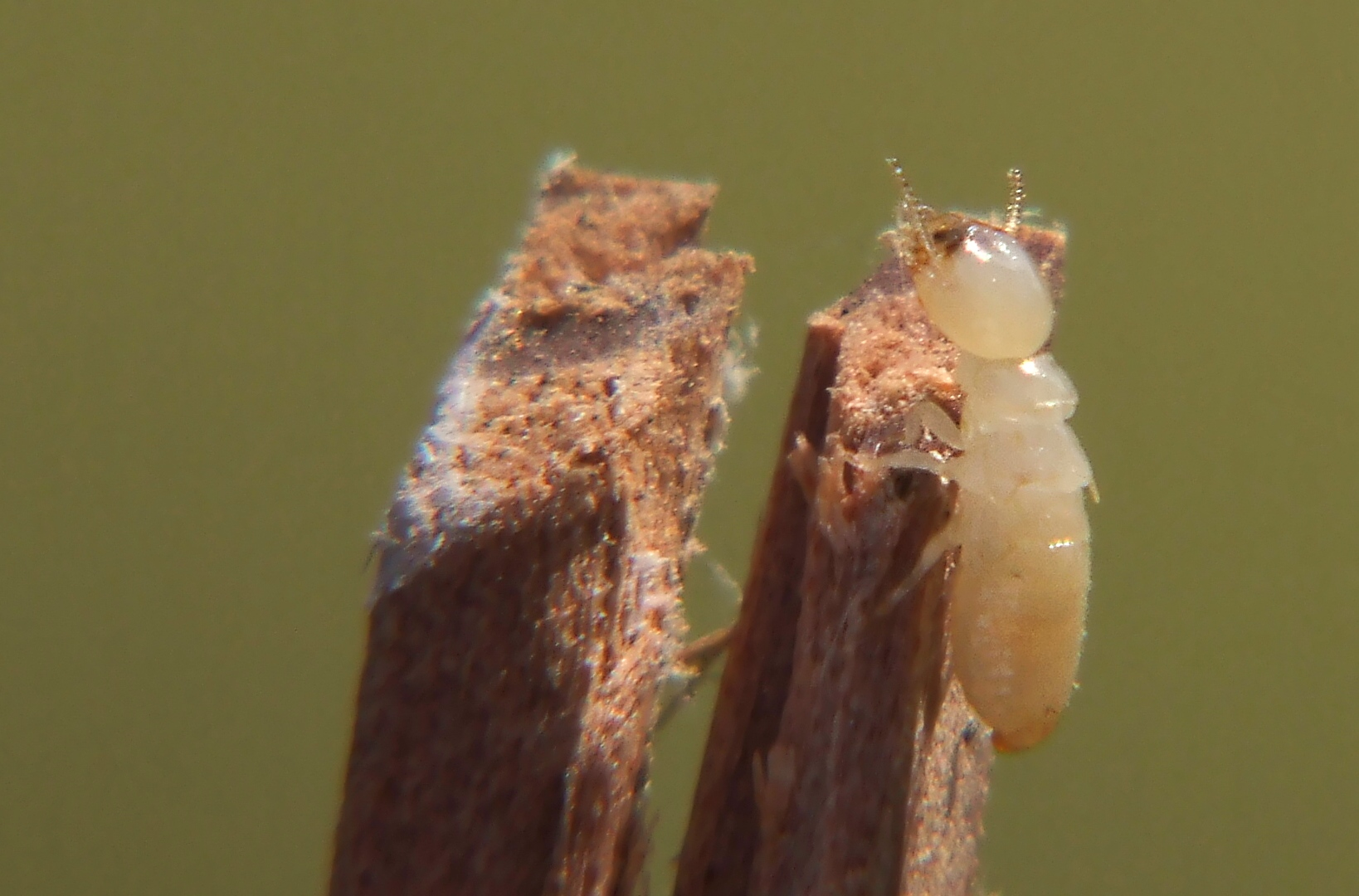
Рабочий термит, поедающий отмершую древесину

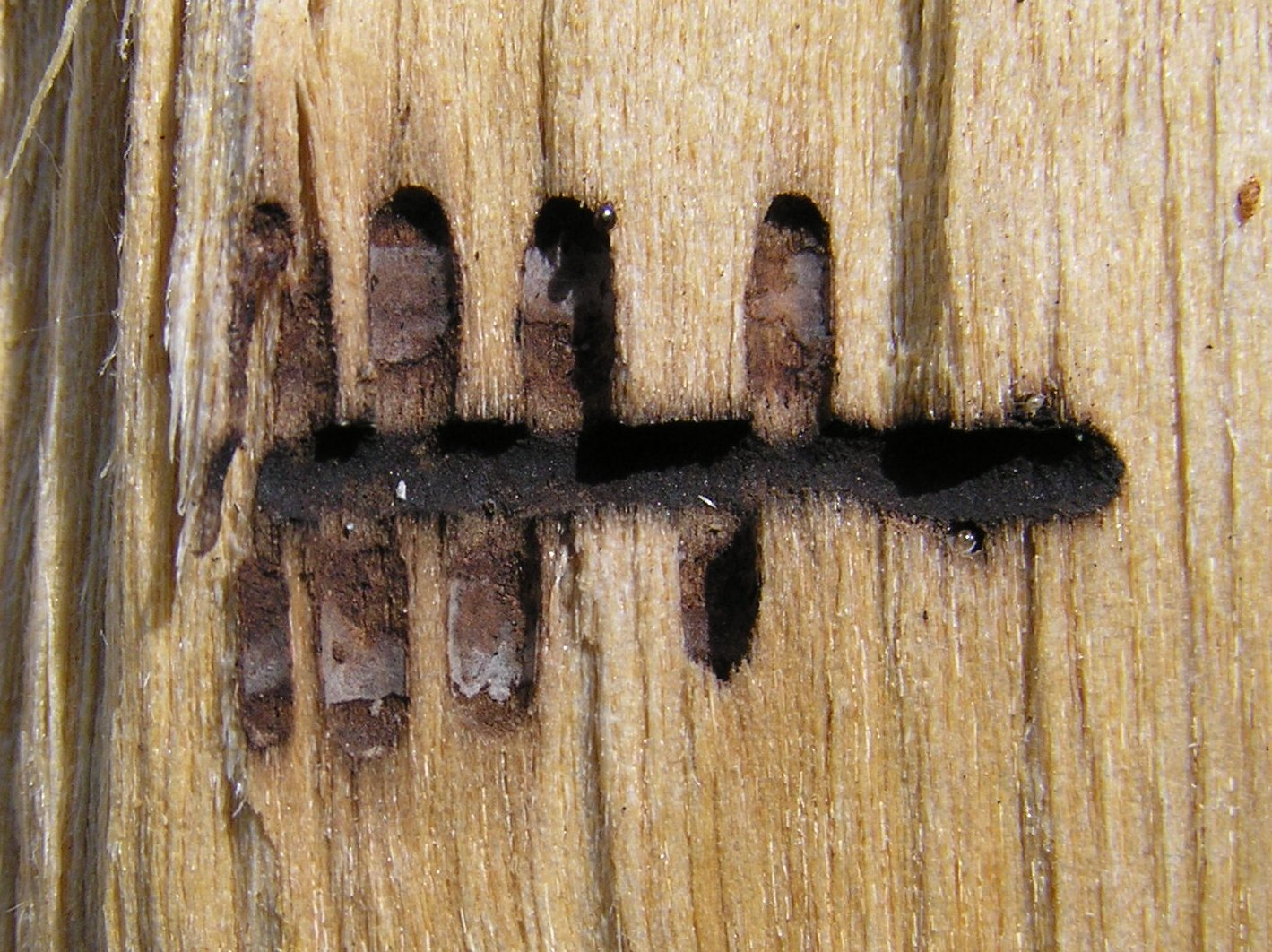
Ходы, прогрызенные в древесине насекомыми-ксилофагами

Ксилофа́гия (от др.-греч. ξύλον — «срубленное дерево» и φαγω — «пожираю») — специализированная форма питания и пищевого поведения некоторых растительноядных животных, питающихся преимущественно (а часто исключительно) древесиной.
Большинство животных ксилофагов — членистоногие, преимущественно насекомые, среди которых данное поведение широко распространено и встречается у представителей различных отрядов. Образуют в поражённой древесине червоточины.
Разные насекомые обладают различной специализацией, например, некоторые ограничиваются растениями определённой таксономической группы или деревом определённого типа (определённая степень разложения, твёрдости, живая или мёртвая древесина, или определённый слой древесины). Многие ксилофаги, такие как термиты, обладают симбиотическими простейшими, бактериями или дрожжеподобными грибками в своих пищеварительных системах, которые помогают им переваривать и расщеплять целлюлозу. Другие, питающиеся древесиной, которая разлагается, получают значительную долю питательных веществ из продуктов, выделяемых разнообразными грибами, растущими в древесине. Такие насекомые часто переносят споры грибов в микангиях и инфицируют дерево во время откладывания собственных яиц.